# Keurmacen
Keurmacen è uno dei tre comuni del dipartimento di Keurmacen, situato nella regione di Trarza in Mauritania. Nel censimento della popolazione del 2000 contava 6 408 abitanti.